# Oliarus longula
Oliarus longula är en insektsart som beskrevs av Frederick Arthur Godfrey Muir 1924. Oliarus longula ingår i släktet Oliarus och familjen kilstritar.
Artens utbredningsområde är Filippinerna. Inga underarter finns listade i Catalogue of Life.